# 휴스턴 애스트로스
휴스턴 애스트로스(영어: Houston Astros)는 미국 텍사스주 휴스턴을 연고지로 하는 프로 야구 팀으로 메이저 리그 아메리칸 리그 서부 지구 최강팀으로 손꼽힌다. 초기에는 휴스턴 콜트 포티파이브스 (Houston Colt .45s)였으나 권총 중 하나인 콜트 제조업자들의 반발 때문에 '별'을 의미하는 접두사인 현재의 이름으로 바꾸었는데 샌디에이고 파드레스가 1973년 말 워싱턴 이전설 당시 해당 팀 이름(애스트로스)과 비슷한 '스타즈'가 팀명 물망에 올랐고 스타즈 외에도 새끼 곰(cub)을 상징물로 하는 시카고 컵스처럼 곰 마스코트인 '팬더스'가 한때 거론됐다.
이 팀은 1962년에 창단하였으며 홈구장은 미닛메이드 파크이다. 2005년에 첫 월드 시리즈에 진출하였지만, 시카고 화이트삭스에 4전 전패를 당해 준우승에 머물렀다.
2013년, 내셔널 리그 중부에서 아메리칸 리그 서부로 소속을 옮겼다.
2017년, 구단 역사상 두 번째로 월드 시리즈에 진출하였으며 7차전까지 가는 승부 끝에 LA 다저스를 꺾고서 창단 55년 만에 첫 월드시리즈 우승을 차지하였다.
2019년, 구단 역사상 세 번째로 월드 시리즈에 진출하였으나 워싱턴 내셔널스에 시리즈 전적 3승 4패로 패해 준우승에 만족해야 했다.
2019년 오프시즌엔 휴스턴에 사인 훔치기 의혹이 일어나면서 엄청난 비난을 받고 있으며 2019년 오프시즌을 뜨겁게 만들었다.

## 개요
1962년에 휴스턴 콜트 포티파이브스(영어: Houston Colt .45s)라는 이름으로 창설되어 1965년에 현재의 이름인 휴스턴 애스트로스로 이름을 바꾸었으며, 전신은 1888년에 창설된 휴스턴 버펄로스이다. 1980년과 1981년에는 지구 2연패를 달성했으며, 1996년부터 1998년까지는 지구 3연패를 하는 등 지구우승을 7번이나 했다. 하지만, 리그우승을 한 경험은 와일드 카드로 포스트시즌에 진출했던 2005년뿐이며, 월드 시리즈 우승은 한 번도 하지 못하다가 2017년 LA 다저스를 꺾으며 첫 우승을 차지하였다. 2017년 이전까지는 월드 시리즈 출장 경험이 없는 워싱턴 내셔널스와 시애틀 매리너스를 제외하고는 콜로라도 로키스와 함께 월드 시리즈에서 단 1승도 거두지 못한 기록을 가지고 있었다.
고온다습한 기후를 가지고 있는 연고지인 휴스턴은 모기와 같은 벌레의 발생 때문에 구단이 창설되기 전부터 실내형 구장 건설이 계획되었다. 그리하여 1965년에 세계 최초의 돔구장인 릴라이언트 애스트로돔이 건설되었다. 또, 2000년에 개장한 미닛메이드 파크도 개폐식 돔구장이다.
1975년에는 역사상 가장 화려하다고 할 수 있는 무지개색 유니폼이 도입되어 화제가 되었다. 이 무지개색은 1993년까지 팀 컬러로서 사용되었으며, 애스트로스 특유의 팀 컬러로 사랑받았다. 무지개색이라고 하지만 실제로는 빨강, 주황, 노랑, 네이비색뿐이었다.
미국 국내에서도 특히 인종차별이 뿌리 깊은 텍사스주를 연고지로 해서인지 옛날부터 다른 구단들에 비해서 백인선수의 비율이 높았고, 2005년 월드 시리즈에서도 선발 출전하는 흑인선수가 1명도 없는 사태가 발생하면서 물의를 빚었다.
2006년에는 제프 베그웰, 2007년에는 크레이그 비지오같은 팀을 받치고 있던 프랜차이즈 선수들이 은퇴하면서 팀의 세대교체가 진행되었고 그 결실로 2017년 현재 호세 알투베와 카를로스 코레아 등의 새 스타들을 키워내어 첫 월드시리즈 우승의 주역으로 만들었다.

## 구단의 역사

### 콜트 45's
1962년에 내셔널 리그의 구단확장과 함께 휴스턴 콜트 포티파이브스라는 이름으로 만들어졌다. 이름은 당시에 휴스턴에 있었던 권총제조회사인 콜트 파이어암스의 대표적인 제품이었던 '콜트 싱글 액션 아미'에서 유래된 것이다. 이때 애스트로스와 함께 뉴욕 메츠도 만들어지면서 구단이 개수가 8개에서 10개로 늘어난다. 당시에는 확장 드래프트가 제대로 이루어지지 않았으며, FA제도도 없었기 때문에 리그를 대표하는 선수를 영입할 수 없었다. 같은 해 4월 10일에 팀의 첫경기가 홈구장인 콜트 스타디움에서 열렸다.
이 경기에서는 시카고 컵스를 상대로 11대2로 승리하면서 첫경기를 첫승리로 장식하였으며, 그 후 3연승을 가져가며 좋은 스타트를 끊는다. 첫시즌에서는 신생팀이지만 64승 96패로 리그 8위를 기록한다(리그 9위는 첫승리를 내준 시카고 컵스였으며, 최하위는 함께 리그에 들어온 뉴욕 메츠로 40승 120패를 기록한다). 이는 해리 크래프트 감독의 지휘가 탁월했기 때문이라는 의견이 대부분이다. 다음 해인 1963년부터는 스카우터들이 젊은 선수를 중심으로 영입하였으며, 시간이 지날수록 영입한 젊은 선수들의 활약하기 시작했다.
1963년 9월 29일에 있었던 뉴욕 메츠와의 시즌 마지막 홈경기에서 존 파치오렉(짐 파치오렉의 형)이 3타수 3안타 3타점 2볼넷 2득점을 기록하며 화려한 메이저 리그 데뷔전을 치른다. 하지만, 부상으로 인해 다시는 메이저 리그로 승격되지 못했으며, 1경기를 마지막으로 은퇴했다. 그래서 파치오렉은 타율 1.000을 기록하며 은퇴한 선수 중에 가장 많은 타수를 기록한 선수로 이름을 남겼다. 또, 이 경기에서 승리투수가 된 짐 움브리히트가 다음 해 4월 8일에 암으로 인해 33살이라는 젊은 나이에 사망하며 그의 등번호인 32번은 팀의 첫 영구 결번으로 지정됐다.
이 무렵에 팀에서 활약했던 선수로는 후에 신시내티 레즈에서 뛰며 빅 레드 머신 중 한명으로 불린 조 모건과 통산 1920경기에 나와서 1665개의 안타, 291개의 홈런을 기록하며 후에 영구 결번으로 지정되는 지미 윈 등이 있었다. 하지만, 다른 구단들에 비해서는 확실히 떨어지는 전력이었다. 1964년 4월 23일에 있었던 신시내티 레즈전에서 선발투수로 나왔던 켄 존슨이 노 히트 노런을 달성하지만 0대1로 패전투수가 된 것은 이 시기의 애스트로스의 상황을 잘 보여주는 예라고 할 수 있다. 그 후, 콜트 포티파이브스는 팀명을 애스트로스로 바꾸지만 1968년까지 팀성적은 90패 전후를 왔다갔다하며 패가 승을 훨씬 뛰어넘는 시즌들을 보낸다.
한편, 첫 3년 동안 사용한 야외 구장 콜트 스타디움에서 질식할 것 같은 더위와 습기 - 텍사스 크기의 모기와 싸워가며 경기를 치뤘고 이 같은 상황을 반영하듯 1962년부터 1963년까지는 휴스턴과 똑같이 더운 환경이었던 애리조나에서 스프링캠프를 했지만 1964년부터 플로리다주에서 스프링캠프를 치뤘다.

### 애스트로스
1965년에 휴스턴에 NASA 우주 센터가 있는 것에서 착안하여 우주비행사를 뜻하는 Astronaut를 줄여서 휴스턴 애스트로스로 이름을 바꾼다(휴스턴에는 NBA에 소속되어 있는 휴스턴 로키츠라는 팀이 있지만 이 팀의 전신은 샌디에이고가 연고지였으며, 그 때부터 팀의 이름이 로키츠였기 때문에 NASA가 이름의 유래가 된 것은 아니다). 또, 같은 해에 세계 최초의 실내형 경기장인 애스트로돔이 개장하며 엄청난 주목을 받았다. 실내형 경기장이 건설된 이유는, 연고지인 휴스턴의 기후가 고온다습하여 벌레가 많이 나와서 경기를 치르는 데 불편함이 컸기 때문이다. 실내형 경기장은 이러한 문제점들을 해결해줄 획기적인 방법이었다. 결과적으로 애스트로 돔의 개장은 리그 9위라는 성적에도 불구하고 관중수를 725,793명에서 2,151,470명까지 늘리는 효과가 나타나며 관중과 선수들의 불편함을 없애주는 동시에 경제적인 수익까지 챙길 수 있었다.
구단이 창설된 지 2년이 된 후 6년 연속으로 90패 이상을 기록하던 중에 1969년에 동서 지구제가 도입되어 애스트로스는 내셔널 리그 서부 지구로 이동한다. 이동한 해에는 81승 81패를 기록하며 팀 사상 최초로 5할 승률을 기록하지만 6팀 중 지구 5위가 된다. 그 후에는 다시 패가 승을 뛰어넘는 현상이 계속되다가 1972년에 명장으로 불리는 레오 드로셔 감독이 취임한다. 취임 후 다시 5할 승률에 복귀했으며, 우승 싸움을 하기도 했지만, 후반기에 떨어지며 우승은커녕 지구 3위에 그쳤다.
1975년 1월 5일에는 노 히트 노런을 2번이나 달성했으며, 통산 104승을 올린 돈 윌슨이 휴스턴에 있는 자택에서 가스 중독 사고로 사망하는 비극적인 일이 일어났다. 이 해 4월에 에스트로스는 윌슨의 등번호인 40번을 팀의 영구 결번으로 지정한다. 또, 같은 해에 빨강, 오렌지, 노랑, 네이비 색이 있는 레인보우 컬러 유니폼을 채용하며 화제가 되었다. 레인보우 컬러는 1993년까지 팀 컬러로 사용되며, 애스트로스는 「Rainbow Guts」라는 애칭을 얻게 된다. 하지만, 이 해에는 64승 97패를 기록하며 지구 최하위가 된다. 또, 시즌 도중에는 빌 버든으로 감독이 교체됐으며, 이때부터 상승세를 타기 시작했다.
1976년 6월 15일에는 홈구장인 릴라이언트 애스트로돔에서 피츠버그 파이리츠와의 경기가 예정되어 있었지만, 홍수 때문에 심판과 구단 관계자, 팬들의 입장이 불가능해서 그라운드 밖의 상황이 좋지 못하여 시합을 중지 한다는 메이저 리그 사상 최초의 보기 드문 일이 발생했다(다음 날부터 경기는 정상적으로 진행되었다).
1979년에는 팀이 개막을 맞이할 때부터 1위를 했으며, 7월 4일에는 2위인 신시내티 레즈와의 게임 차가 10.5경기나 됐다. 이 해의 애스트로스는 팀 홈런수가 49개, 10개 이상의 홈런을 친 선수는 한명도 없을 정도로 약한 타선을 가지고 있었다. 하지만, 호세 크루즈를 포함해서 4명이 30개 이상의 도루를 기록하며 팀 도루는 190개나 되는 등 기동력 야구로 딴 팀을 농락했다. 또, 투수진에서는 조 니크로와 J. R. 리차드가 원투펀치로 활약했다. 형인 필 니크로와 함께 너클볼을 사용하는 투수로 알려진 조 니크로는 21승을 올리며 다승왕을 차지한다. 리차드는 2.71의 방어율과 313개의 탈삼진을 기록하며 방어율과 탈삼진 타이틀을 따낸다. 하지만, 그 후에 신시내티 레즈가 맹추격을 하면서 시즌 종반에는 1위를 빼앗기고 만다. 최종적으로는 1.5경기 차로 지구 우승을 놓친다. 리차드는 다음 해에 심장 질환 때문에 은퇴한다.

### 놀란 라이언의 입단

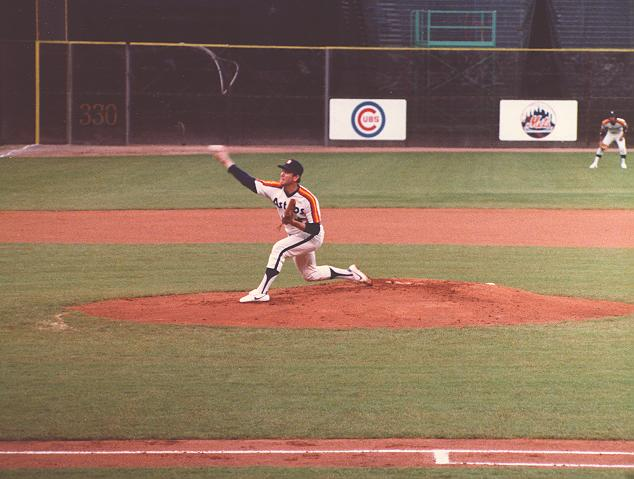
놀란 라이언

1980년에는 캘리포니아 에인절스에서 놀란 라이언을 450만 달러에 4년 계약을 하며 영입을 한다. 450만 달러는 당시로서는 파격적인 금액이었으며, 이 계약으로 인해 라이언은 메이저 리그에서 처음으로 100만 달러의 연봉을 받는 선수가 된다. 또, 빅 레드 머신으로 활약했던 조 모건이 전과는 달리 경험이 풍부한 베테랑으로서 애스트로스로 복귀하여 팀을 이끌었다. 그들의 활약에 힘입어 애스트로스는 로스앤젤레스 다저스와 공동 1위를 하게 되었고, 지구 우승 결정전에서 승리하며 구단 창립 19년 만에 첫 지구 우승을 달성한다. 계속된 리그 챔피언십 시리즈에서는 필라델피아 필리스와 만난다. 하지만, 제 1차전을 뺀 다른 경기는 전부 연장전까지 가는 접전 끝에 2승 3패로 패퇴하며 한 해를 마친다.
1981년에는 다저스에서 돈 서턴을 영입한다. 서턴은 라이언과 함께 당시 내셔널 리그를 대표하는 우투수였다. 9월 26일에는 로스앤젤레스 다저스와의 홈경기에서 라이언이 통산 5번째 노 히트 노런을 달성하며 샌디 코팩스의 메이저 리그 기록을 깬다. 또, 자신의 커리어에서 가장 낮은 1.69의 방어율을 기록하며 방어율 타이틀을 따낸다. 이 해에는 파업 때문에 시즌이 2개로 나뉘며 애스트로스는 33승 20패를 거두며 후기 우승을 거둔다(파업으로 인해 시즌을 전기와 후기로 나누어 전기 우승팀과 후기 우승팀을 정했으며, 전후기 우승팀끼리 붙어 지구 우승팀을 가렸다). 전기 우승을 거둔 로스앤젤레스 다저스와의 디비전 시리즈에서는 1, 2차전을 연속으로 이겼지만, 그 후 3연패를 하며 지구 우승에는 도달하지 못했다.
1983년 4월 27일에는 라이언이 월터 존슨이 가지고 있던 메이저 리그 통산 3,509의 탈삼진 기록을 깨며 메이저 리그 통산 탈삼진 기록을 다시 세운다.
1986년에는 마이크 스캇이 포크볼을 익혀서 사용했는데, 상대 타자들은 "보이지 않는 공을 어떻게 치라는 거야!"라고 할 정도로 치기 힘들었다고 한다. 9월 25일에는 샌프란시스코 자이언츠를 상대로 노히트 노런을 달성하기도 했다. 시즌에서는 18승 10패, 2.22의 방어율, 306개의 탈삼진을 기록하며 내셔널 리그 사이 영 상을 수상한다. 타선에서는 글렌 데이비스가 31개의 홈런을 쳤는데, 애스트로스에서는 지미 윈 이후에 처음으로 30개의 홈런을 기록한 것이었다(당시의 홈구장이었던 애스트로 돔은 극단적으로 홈런이 나오기 힘든 구장이라고 알려져 있었는데, 그로 인해 애스트로스 선수가 25개 이상의 홈런을 기록하는 것도 기적이었다). 이 해에는 그들의 활약에 힘입어 2번째로 지구 우승을 차지한다. 리그 챔피언십 시리즈에서는 뉴욕 메츠와 만났다. 2승 2패로 동률을 이루며 맞이한 5차전과 6차전에서는 연장전까지 가며 접전을 펼치지만 패하며 리그 우승에는 도달하지 못한다. 마이크 스캇은 2경기에 나와서 0.50의 방어율에 2승을 기록하며 팀은 패했지만 리그 챔피언십 시리즈 MVP를 수상한다.
그 후, 1988년에는 40살을 맞이한 라이언을 텍사스 레인저스로 보낸다. 하지만, 다음 해인 1989년에 라이언은 16승에 301개의 탈삼진을 기록하고, 전인미답의 5,000 탈삼진이라는 대기록을 달성한다. 그 후, 노 히트 노런을 2번이나 더 달성하고, 300승에도 도달하며, 그 건재함을 알렸다. 반대로 라이언을 보낸 에스트로스는 부진에 빠지며 1990년대 중반까지 우승과는 거리가 멀었다. 또, 관중수까지도 감소하며 연고지를 이전하려는 이야기도 있었지만, 실행되지는 않았다.

### 킬러B의 등장
1988년에는 크레이그 비지오가, 1991년에는 제프 베그웰이라는 후에 팀의 기둥이자 레전드가 될 선수들이 각각 메이저 리그에 데뷔한다. 비지오는 원래 포수였지만, 2루수로 전향한 후, 메이저 리그를 대표하는 2루수로 거듭난다. 베그웰은 메이저 리그에 데뷔하기 전에 보스턴 레드삭스에서 영입했으며, 그 후, 「기마자세」와 비슷한 독특한 타격폼으로 500홈런을 돌파한다. 데뷔 첫 해에는 .294의 타율과, 15개의 홈런, 82개의 타점이라는 좋은 성적을 기록하며 내셔널 리그 신인왕을 차지한다.
1994년부터 1995년까지 있었던 파업으로 인해 시즌이 중단되었던 1994년에 내셔널 리그 중부 지구로 이동한다. 테리 콜린스가 감독으로 취임되었으며, 팀 컬러도 장기간 사용하며 친숙해져 있던 레인보우 컬러에서 감색과 금색을 바탕으로 한 컬러로 변경되었다. 이 해에는 베그웰이 .368의 타율과, 39개의 홈런, 116개의 타점이라는 엄청난 성적을 기록하며 내셔널 리그의 MVP를 차지한다. 비지오도 39개의 도루를 기록하며 도루 1위 타이틀을 따낸다. 또, 시즌에서는 0.5게임차로 지구 2위에 그치는데, 이후 1995년과 1996년에도 2위를 기록하며, 1위를 할 수 있는 기회가 잦아지게 된다.
콜린스 감독은 말이 많았으며, 비지오와 같은 스타 선수들과 맞지 않는 것을 이유로 해임되었다. 1997년에는 래리 데커가 감독으로 취임했지만(메이저 리그에서는 이례적인 일), 18년이나 해설자를 하고난 후의 취임이라 지휘나 수완에서 많은 의문을 갖게 했다. 하지만, 84승 78패를 기록하면서 지구 우승을 차지했다. 이 시기에는 비지오와 베그웰, 그리고 데릭 벨이 팀의 중심으로 활약했으며, 킬러B(킬러 비즈, 살인벌이라는 의미로, 아프리카화 벌의 속칭이다. 전부 이름의 앞글자가 B로 시작돼서 이런 이름이 붙었다)라고 불리며 다른 구단들의 투수를 떨게 했다. 다음 해인 1998년에는 구단 기록인 103승 59패를 거두며, 2년 연속으로 지구 우승을 해냈으며, 트레이드 기한인 7월 31일에는 랜디 존슨을 영입했고 이에 앞서 한때 버지니아 이동설이 있었으나 막판에 무산됐다. 1999년에도 95승 67패를 거두며, 지구 3연패를 달성한다. 하지만, 전부 디비전 시리즈에서 패하며, 리그 우승은 한번도 하지 못했다.

### 첫 월드 시리즈 진출
2000년부터는 노후화가 진행되고 있던 릴라이언트 애스트로돔에서 개폐식 지붕을 가진 구장인 미닛메이드 파크로 홈구장을 옮긴다. 또, 이와 동시에 팀 컬러도 벽돌색과 검은색을 바탕으로 한 컬러로, 로고 디자인도 레트로틱한 유려한 것으로 바꾸는 등, 이때까지의 근미래를 의식한 디자인에서 벗어나려고 노력했다.
2001년에는 다시 지구 우승을 하지만, 또, 디비전 시리즈에서 지고 만다. 이 해에는 랜스 버크먼이 두각을 나타냈으며, 스위치 히터이면서 메이저 리그에서 처음으로 50개의 2루타와 30개의 홈런을 동시에 달성한다. 그로 인해, 벨을 대신해서 비지오와 베그웰, 버크먼이 킬러B를 형성했다. 다음 해인 2002년에는 래리 데커를 대신해서 지미 윌리엄스가 감독으로 취임하지만, 2002년과 2003년 모두 지구 2위에 그친다.
2004년에는 은퇴 선언을 철회한 로저 클레먼스와 앤디 페티트가 팀에 들어온다. 클레멘스는 18승 4패를 기록하며, 역대 최다(7번째), 최연장(42세), 최다구단(4구단)에서 사이 영 상을 수상했다. 또, 시즌 도중에는 카를로스 벨트란도 팀에 들어오며, 비지오, 베그웰, 버크먼, 벨트란이 킬러B를 형성했으며, 이 4명과 제프 켄트를 합쳐 5명이 20개 이상의 홈런을 기록했다. 시즌 도중에는 윌리엄스에서 필 가너로 감독이 바뀌며, 지구 2위이면서 와일드 카드를 획득한다. 이때는 리그 챔피언십 시리즈까지 진출하지만, 같은 지구의 세인트루이스 카디널스에게 3승 4패로 진다.
다음 해인 2005년에는 전년에 20승을 올리며 최다승 타이틀을 획득한 로이 오스왈트와 로저 클레먼스, 앤디 페티트가 구축한 강력한 선발진이 풀가동되며, 2년 연속으로 와일드 카드를 따낸다. 리그 챔피언십 시리즈에서는 작년과 같은 세인트루이스 카디널스를 만났지만, 4승 2패로 물리치며, 구단 창설이래 44년만에 처음으로 리그 우승을 거머쥔다. 이후 진행된 월드 시리즈에서는 시카고 화이트삭스와 만나게 된다. 하지만, 전경기를 근소한 차이로 패배하며 4연패를 당한다(3-5, 6-7, 5-7, 0-1).

### 2006년 이후
2006년에는 세인트루이스 카디널스에 이어 1.5경기 차이로 지구 2위를 했지만, 와일드 카드를 획득하지 못했다. 그 해에는 제프 베그웰이 은퇴를 표명했으며, 로저 클레멘스와 앤디 페티트도 뉴욕 양키스로 이적했다. 다음 해인 2007년에는 텍사스 레인저스에서 FA가 된 카를로스 리를 영입했지만 부진했으며, 5월에는 12년만에 10연패를 하는 등, 7년만에 승률 5할을 달성하지 못하며 지구 4위에 그친다. 6월 28일에 있었던 콜로라도 로키스전에서 구단 사상 처음으로 통산 3000천 안타를 달성한 크레이그 비지오는 시즌 도중에 은퇴를 표명하며, 감독도 필 가너에서 세실 쿠퍼로 바뀐다. 한편, 헌터 펜스는 .322의 타율과, 17개의 홈런, 69개의 타점이라는 좋은 성적을 기록하며, 신인왕 투표에서 3위를 기록했는데, 마치 세대교체를 인상시키는 시즌이 되었다. 비지오를 대신할 선수로서 FA로 마쓰이 가즈오를, 트레이드로 미겔 테하다를 영입하며, 새로운 키스톤 콤비를 만들었다. 하지만, 이후 암흑기에 빠져들며, 2011년에는 헌터 펜스와 마이클 본을 젊은 선수와 트레이드하지만, 구단 창설 이후 처음으로 3자릿수 패인 106패를 기록하며 굴욕을 당한다.
2012년에는 프론트가 싹 바뀌었으며, 팀에서는 마무리 투수였던 마크 멀랜슨을 내보내는 등, 본격적으로 젊은 선수로 교체하는 시즌이 된다. 브렛 마이어스를 시카고 화이트삭스로, 팀의 주축이었던 카를로스 리를 마이애미 말린스로 보낸다. 7, 8월에는 연패가 반복되며 브래드 밀스 감독을 해임한다. 신예인 호세 알투베가 고군분투를 하지만, 전년보다 많은 107패를 기록하며 2년 연속으로 최하위에 그치며, 내셔널 리그에서의 마지막을 안좋게 장식한다.

### 구단 매각
2010년 11월 19일에는 구단주인 드레이튼 맥레인이 구단을 매각한다는 방침을 분명히 한다는 사실을 메이저 리그 공식사이트 등에 알렸다.
반년 정도가 지난 2011년 5월 16일에 맥레인 구단주는 휴스턴의 실업가를 중심으로 하는 투자가 그룹에게 약 6억 8,000만 달러 (한화 약 7,500억)에 구단을 매각하는 것으로 합의가 된 것을 여러 미국 언론이 알렸다.

### 아메리칸 리그로
애스트로스는 2013년부터 아메리칸 리그 서부지구로 가게 된다. 리그 재편은 1998년에 애리조나 다이아몬드백스와 탬파베이 레이스의 창단으로 인해 밀워키 브루어스와 디트로이트 타이거스가 이동한 이후 처음이며, 내셔널 리그에서 팀이 이탈하는 것은 1899년에 시즌이 끝난 이후 클리블랜드 스파이더스, 루이빌 커늘스, 워싱턴 세내터스(현재의 미네소타 트윈스, 텍사스 레인저스와 관계 없음), 볼티모어 올리올스(현재의 볼티모어 오리올스와 다름)가 해산한 이후 처음이다. 아메리칸 리그에서 보낸 첫시즌에서는 시즌 후반에 15연패를 기록하고, 30개 구단 중에 가장 많은 삼진을 당하며 3년 연속으로 100패 이상과 함께 최하위를 기록한다.

### 창단 첫 월드시리즈 우승
애스트로스는 2006년부터 2014년까지 9년 연속 포스트시즌 진출에 실패했다. 2011년부터는 3년 연속 지구 최하위에 머물면서 고액 연봉자들을 모두 정리하고 육성에 올인했다. 2011년 꼴찌 후 2012년부터 체계적으로 미래를 준비했다. 2012년 팀 내 연봉 랭킹 상위 5명을 모조리 팔았다. 2년 만에 연봉 총액이 3분의 1로 토막났다(2500만 달러). 대신 유망주 랭킹은 점차 올랐다. 2011년 26위에서 2012년 18위, 2013년에는 9위까지 상승했다.
2014년에는 드디어 꼴찌에서 탈출했고 2015년에는 10년만에 가을야구를 맛봤다. 2015년 와일드카드 결정전서 뉴욕 양키스를 꺾었지만 디비전시리즈에서 캔자스시티 로열스에 패퇴했다. 2016년에는 84승 78패로 선방했음에도 지구 3위에 그쳤다.
2017시즌은 초반부터 별다른 위기없이 애스트로스는 지구 선두를 질주했다. 34홈런을 친 조지 스프링어, 메이저리그 타격 1위(0.346) 호세 알투베, 카를로스 코레아(타율 0.315, 24홈런) 등이 버틴 타선은 막강함을 자랑했고, 9월에는 월드시리즈 우승의 숙원을 풀고자 디트로이트 타이거스에서 저스틴 벌랜더를 영입했다. 벌랜더는 이적 후 10경기에서 9승을 거뒀고 팀은 101승 61패로 포스트시즌 진출에 성공했다.
디비전시리즈에서 보스턴 레드삭스를 상대로 3승 1패를 거뒀다. 이어 챔피언십시리즈에서는 뉴욕 양키스와 7차전까지 가는 접전 끝에 4승 3패로 아메리칸리그 우승을 차지했다. 3승 1패로 앞서다 2연패를 당했지만 7차전을 승리하며 월드시리즈에 올라 정규시즌 104승 팀인 LA 다저스를 상대했다.
2017년 월드시리즈는 양팀이 7차전까지 가는 끝장승부를 펼쳤고, 7차전에서 1, 2회에 다저스의 다르빗슈 유를 난타하면서 5점을 낸 뒤로 투수진이 1점만 허용하면서 애스트로스가 5-1로 승리하고 창단 첫 우승을 일궈냈다.
'우승 청부사' 저스틴 벌랜더는 포스트시즌 6경기에서도 챔피언십 시리즈에서의 완투승 한 번 포함, 4승 1패 평균자책점 2.21로 호투하며 팀 마운드를 이끌었다. 비록 월드시리즈 2경기에서는 1패에 머물렀으나 평균자책점은 3.75로 나쁘지 않았다.
조지 스프링어는 단일 월드시리즈 네 경기 연속 홈런, 여섯 경기 연속 장타라는 최초의 기록을 세우며 MVP를 수상했다.
하지만 2019년 시즌 후 휴스턴에 사인 훔치기 논란이 일어나면서 말 많은 우승이 되었다.

## 역대 주요 선수
| - 미국 드와이트 구든 - 베네수엘라 페르난도 니에베 - 미국 크리스 니코스키 - 미국 돈 서턴 - 미국 놀런 라이언 - 미국 팀 레딩 - 도미니카 공화국 아네우리 로드리게스 - 도미니카 공화국 완디 로드리게스 - 미국 로빈 로버츠 - 미국 루카스 하렐 - 도미니카 공화국 호세 리마 - 미국 마이클 마셜 - 미국 마크 멀랜슨 - 캐나다 에리크 베다르 - 오스트레일리아 트래비스 블래클리 - 도미니카 공화국 헨리 소사 - 미국 커트 실링 - 도미니카 공화국 루넬비스 에르난데스 - 미국 로이 오스왈트 - 미국 대런 올리버 - 미국 랜디 존슨 - 도미니카 공화국 호세 카브레라 - 미국 로저 클레멘스 - 미국 앤디 페티트 - 미국 J. A. 햅 - 미국 필립 험버 - 미국 스콧 펠드먼 - 미국 저스틴 벌랜더 (현재) - 미국 게릿 콜 (현재) - 푸에르토리코 카를로스 코퍼랜 - 미국 에반 게티스 (현재) - 미국 제이슨 카스트로 | - 미국 브랜던 레어드 - 일본 마쓰이 가즈오 - 미국 에디 매슈스 - 미국 조 모건 - 미국 랜스 버크먼 - 미국 브루스 보치 - 푸에르토리코 엔리케 에르난데스 - 도미니카 공화국 호세 우리베 - 미국 론 워싱턴 - 미국 켄 캐미니티 - 도미니카 공화국 미겔 테하다 - 베네수엘라 로베르토 페타지니 - 도미니카 공화국 시저 게로미노 - 파나마 카를로스 리 - 푸에르토리코 카를로스 벨트란(현재) - 베네수엘라 리처드 이달고 - 미국 루크 스캇 - 미국 오를란도 팔메이로 - 미국 스티브 피어스 - 미국 헌터 펜스 - 미국 콜비 라스무스 |

## 현역선수
- 호세 알투베 (Jose Altuve)
- 크리스 카터 (Chris Carter)
- 제이슨 카스트로 (Jason Castro)
- 스콧 펠드먼 (Scott Feldman)
- 알렉스 브레그먼 (Alex Bragman)
- 조지 스프링어 (George Springer)
- 저스틴 벌랜더 (Justin Varlander)
- 게릿 콜 (Gerrit Cole)
- 마이클 브랜틀리 (Michael Brantley)
- 카를로스 코레아 (Carlos Correa)

## 영구 결번
42번은 전구단에서 영구 결번으로 되어 있는 재키 로빈슨이며, 그 외에 제프 베그웰, 크레이그 비지오, 놀란 라이언 등 총 10명의 선수가 영구 결번으로 지정되어 있다. 가장 최근에 지정된 영구 결번은 2008년에 지정된 크레이그 비지오의 7번이다. 오른쪽에 쓰여 있는 날짜는 영구 결번으로 지정된 날이다.
- #5 제프 베그웰 (Jeff Bagwell) - 2007년 8월 26일
- #7 크레이그 비지오 (Craig Biggio) - 2008년 8월 17일
- #24 지미 윈 (Jimmy Wynn) - 2005년 6월 25일
- #25 호세 크루즈 (Jose Cruz) - 1992년
- #32 짐 움브리히트 (Jim Umbricht) - 1965년
- #33 마이크 스캇 (Mike Scott) - 1992년
- #34 놀란 라이언 (Nolan Ryan) - 1996년
- #40 돈 윌슨 (Don Wilson) - 1997년 4월 13일
- #42 재키 로빈슨 (Jackie Robinson) - 1997년 4월 15일
- #49 래리 디커 (Larry Dierker) 2002년 5월 19일

## 역대 한국인 선수
휴스턴 애스트로스에서 뛴 한국인 선수로는 박찬호 선수가 있는데 박찬호 선수는 뉴욕 메츠에서 방출을 당한 후에 애스트로스와 마이너 계약을 맺었지만, 마이너 리그 베이스볼에서 인상적인 활약을 보여주지 못하여 메이저 리그로 승격되지는 못했다.
- 박찬호 - 투수, 2007년 (트리플 A 라운드 록 익스프레스에서 활약했다.)
- 문찬종 - 내야수, 2009년~2016년 (상위 싱글A 랜캐스터 젯호크스에서 활약했다.)
- 행크 콩거 (한국명 : 최헌) - 포수, 2015년

## 명예의 전당
- 넬리 폭스 (Nellie Fox) : 2루수, 명예의 전당 헌액(헌액연도 : 1997년, 베테랑 위원회에서 선출)
- 에디 매슈스 (Eddie Mathews) : 3루수, 명예의 전당 헌액(헌액연도 : 1978년, 79.42%)
- 조 모건 (Joe Morgan) : 2루수, 명예의 전당 헌액(헌액연도 : 1990년, 81.8%)
- 로빈 로버츠 (Robin Roberts) : 투수, 명예의 전당 헌액(헌액연도 : 1976년, 86.86%)
- 놀런 라이언 (Nolan Ryan) : 투수, 명예의 전당 헌액(헌액연도 : 1999년, 98.2%)
- 돈 서턴 (Don Sutton) : 투수, 명예의 전당 헌액(헌액연도 : 1998년, 81.6%)